# Копуляція Кастро — Стефенса
Копуля́ція Ка́стро—Сте́фенса (рос. сочетание Кастро — Стефенса, англ. Castro — Stephens coupling) — копуляція купрум ацетиленідів з арилгалогенідами з утворенням арилацетиленів.
Або:
{\displaystyle \mathrm {Ar{-}X+Cu{-}C{\equiv }CR{\xrightarrow {\Delta ,pyridine}}\ Ar{-}C{\equiv }CR} },
де X = I, Br, Cl; R = алкіл, арил, вініл.